# Yomotsu hirasaka

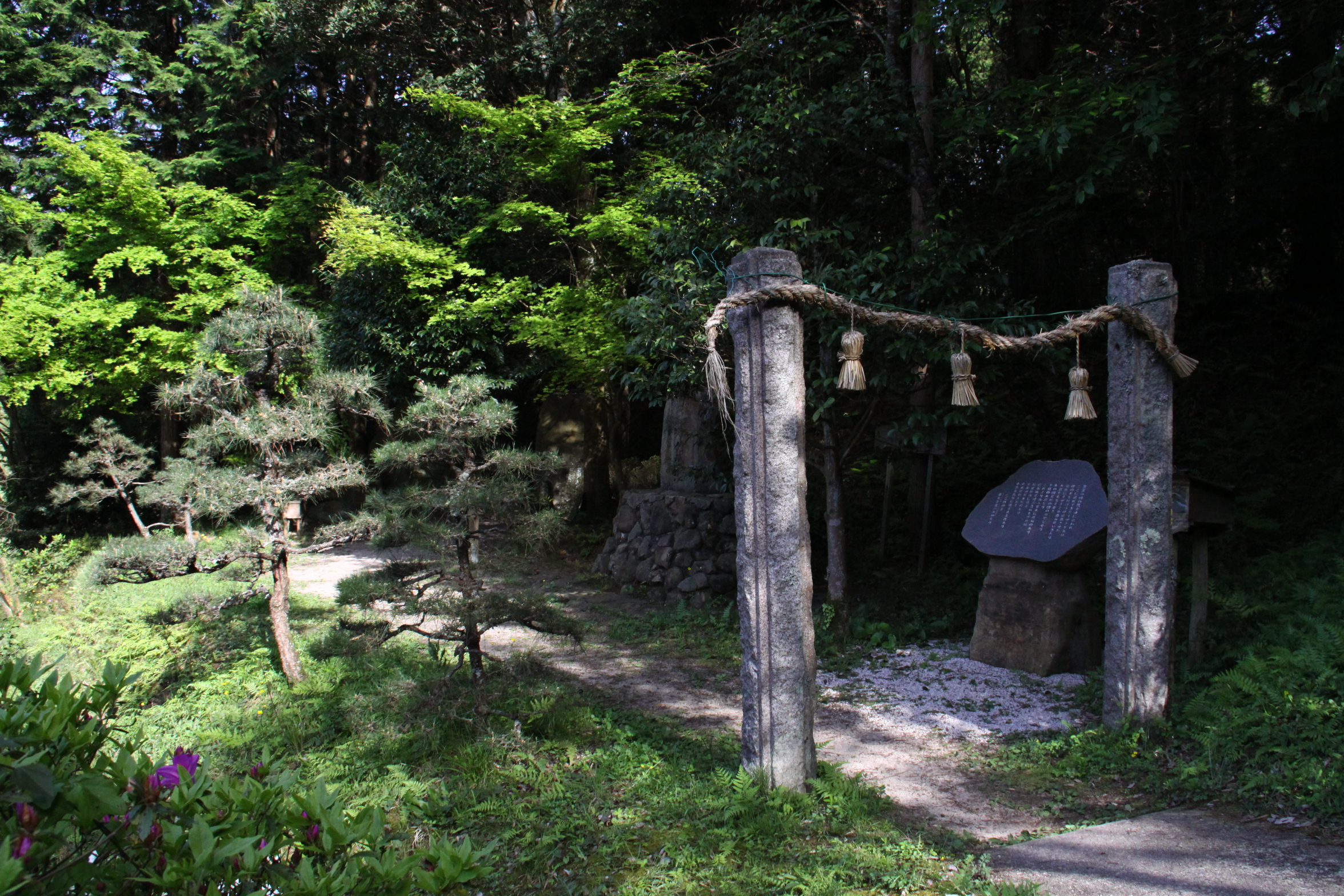
Yomotsu Hirasaka à Matsue.

Dans la mythologie japonaise, Yomotsu hirasaka (黄泉比良坂) est l'entrée de Yomi, le séjour des morts. L'expression est traduisible par « pente de Yomi ».
Le folklore japonais situe ce lieu mythique dans le district de Higashiizumo à Matsue. Il est matérialisé par une pente bloquée par des grands rochers.
Dans l’univers fictif du manga Saint Seiya, il est représenté comme une plaine obscure et désolée où les âmes des défunts transitent vers les enfers en se jetant dans un puits qui semble sans fond. Ce gouffre est l’une des entrées conduisant au royaume d'Hadès[réf. souhaitée].

## Voir également
- Kunado-no-Kami
- Pyramide
- Ziggourat
- Ploutonion (en) - Un terme général pour les entrées aux enfers. Beaucoup d'entre eux sont des endroits où des gaz toxiques sont crachés.
- Aornum (en)
- Avernus (en)